# Ayasofya Moskee (Sneek)
De Ayasofya Moskee (Nederlands: Heilige wijsheid) is een islamitisch gebedshuis van de moslimgemeenschap in de binnenstad van Sneek.

## Havenstraat
De moskee werd op 10 mei 1978 gesticht en de Turkse vereniging Atatürk maakte tot 2010 gebruik van deze moskee aan de Havenstraat. Het gebouw had twee verdiepingen. Het gebedshuis diende als ontmoetingsplaats en gebedsruimte voor moslims uit de gehele provincie. Bovendien vonden er in de ontmoetingsruimte verschillende activiteiten voor de gemeenschap plaats. Wegens ruimtegebrek voor de groeiende gemeenschap en het gemis aan aparte ruimten werd het gebouw in 2011 gesloten.

## Wigledam
Sinds de sluiting van het gebouw aan de Havenstraat maakt de vereniging gebruik van de voormalige jeugdherberg Wigledam. In het nieuwe gebouw bevindt zich ook een islamitische winkel en kapper.